# Кристиан Ернст (Саксония-Кобург-Заалфелд)
Кристиан Ернст фон Саксония-Кобург-Заалфелд (на немски: Christian Ernst von Sachsen-Coburg-Saalfeld; * 18 август 1683, Заалфелд; † 4 септември 1745, Заалфелд) от рода на Ваймерските Ернестински Ветини, е от 1729 до 1745 г. херцог на Саксония-Кобург-Заалфелд.

## Живот
Той е най-възрастният син на херцог Йохан Ернст фон Саксония-Кобург-Заалфелд (1658 – 1729) и първата му съпруга София Хедвиг фон Саксония-Мерзебург (1666 – 1686), дъщеря на херцог Кристиан I фон Саксония-Мерзебург. Баща му се жени втори път през 1690 г. за графиня Шарлота Йохана фон Валдек-Вилдунген (1664 – 1699).
На 18 август 1724 г. в Найчау (днес част от Лангенветцендорф) Кристиан Ернст се жени за Кристиана Фридерика фон Кос (1686 – 1743), дъщеря на горски от Заалфелд. Понеже не се жени подобаващо, според завещанието на баща му от 1724 г., той управлява от 1729 г. заедно с по-малкия си полубрат Франц Йосиас (1697 – 1764). Кристиан Ернст остава в Заалфелд, а Франц Йосиас резидира в Кобург.
Кристиан Ернст композира църковни песни. След смъртта му през 1745 г., понеже е бездетен, той е наследен от полубрат му Франц Йосиас.